# Schloss Venaria Reale

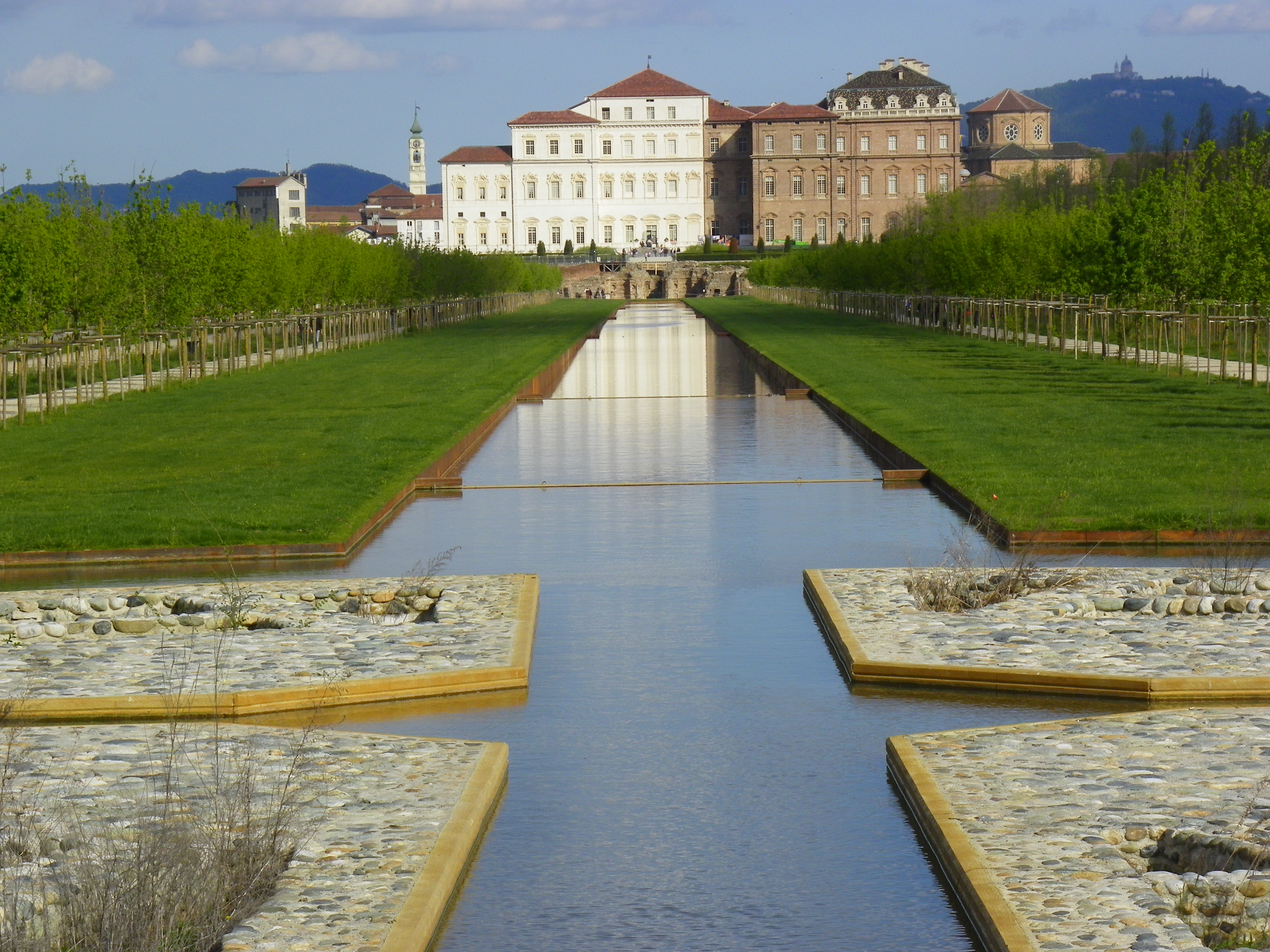
La Reggia di Venaria Reale

Das Schloss Venaria Reale (italienisch Reggia di Venaria Reale, piemontesisch ël Castel ’dla Venarìa) ist ein Gebäudekomplex des Hauses Savoyen, der mit anderen Gebäuden unter der Bezeichnung Residenzen des Hauses Savoyen 1997 in die Liste des UNESCO-Weltkulturerbes aufgenommen wurde. Er steht in der Gemeinde Venaria Reale nördlich von Turin in der italienischen Region Piemont und ist Italiens zweitgrößtes Schloss nach Schloss Caserta, das zu den größten der Welt gehört. Der Name des Barockbaus leitet sich von der lateinischen Venatio Regia, der königlichen Jagd, ab.
Die Anlage umfasst das Schloss, den 60 ha großen Schlosspark, das ehemals für die Bediensteten des Schlosses angelegte historische Dorf (Borgo) und den 3.000 ha großen Parco della Mandria, früher der königliche Jagdgrund, heute ein eingezäuntes Natur- und Tierparkgelände.

## Geschichte

### 1658 bis 1699: Jagdschloss

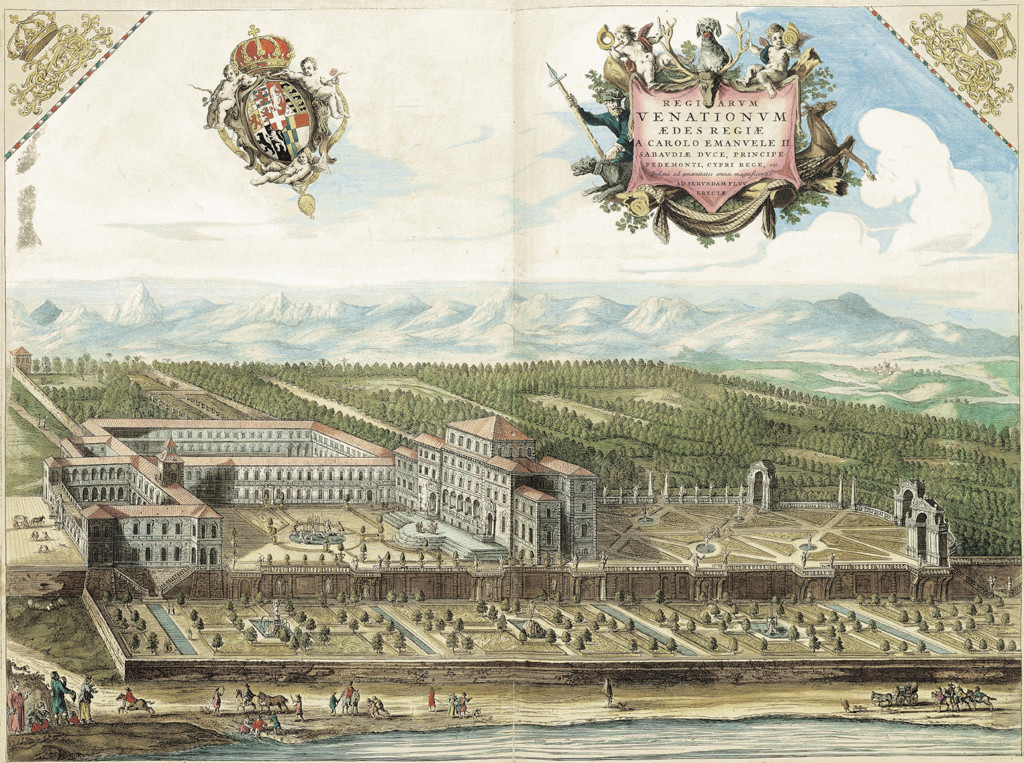
Altes Gemälde der Gesamtanlage

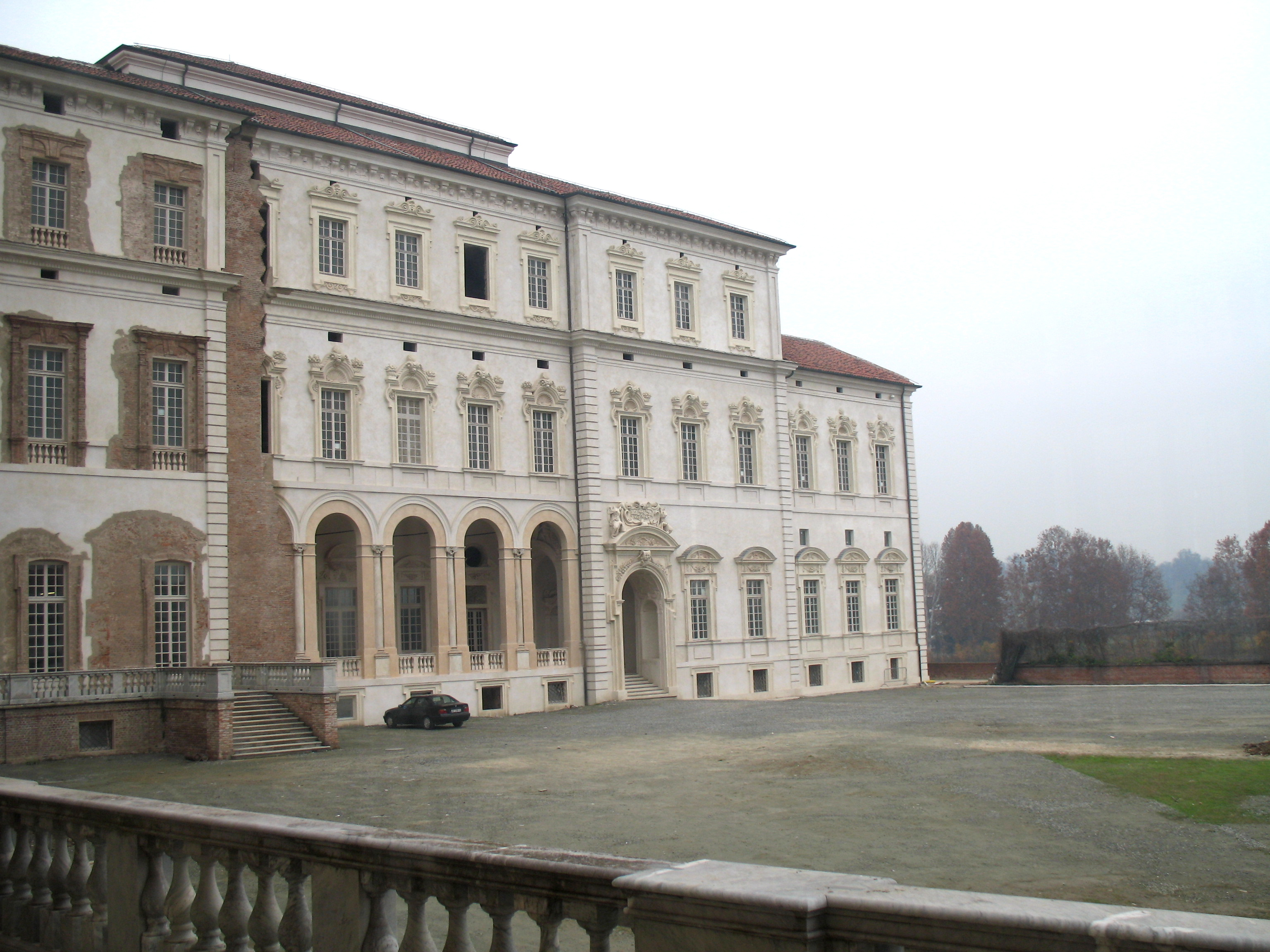
Schloss der Diana

Während Christina von Frankreich noch über das Herzogtum Savoyen herrschte, suchte ihr Sohn Karl Emanuel II. von Savoyen eine Basis für seine Jagdzüge in dem hügeligen Heideland nördlich von Turin und beauftragte 1658 den Turiner Architekten Amedeo di Castellamonte mit dem Bau eines Jagd- und Lustschlosses. Nachdem er 1663 die Regierung übernommen hatte, sollte das Schloss auch ein Denkmal für sich und die 1665 mit ihm vermählte Maria Giovanna Battista di Savoia–Nemours werden.
Die Anlage war entlang einer zwei Kilometer langen Achse konzipiert, die entlang der Hauptstraße des Borgo, der heutigen Via Andrea Mensa begann, über den Ehrenhof (Corte d'onore) und den Hirschbrunnen (Fontana del Cervo) direkt auf den Dianasaal (Sala di Diana) im Schloss zuführte, auf dessen Gartenterrasse fortgesetzt wurde und schließlich vom Herkulesbrunnen (Fontana d’Ercole) in einem langen Kanal zu dem heute nicht mehr vorhandenen Dianatempel verlief.
In der Hauptstraße wurde auf halbem Wege die Piazza della SS. Annunziata angelegt, dessen Grundriss der Form des Ordenszeichens des Annunziaten-Ordens (Ordine Supremo della Santissima Annunziata) nachgebildet ist, des höchsten Ordens des Hauses Savoyens. An der Nordseite des Platzes wurde die Kirche der Empfängnis der Jungfrau Maria (Chiesa della Natività di Maria Vergine) erbaut.
Als Karl Emanuel 1675 früh verstarb, waren wesentliche Teile der Anlage, insbesondere das Schloss weitgehend fertiggestellt. Die Bauarbeiten wurden von Maria Giovanna Battista di Savoia–Nemours zu Ende geführt, die bis zur Volljährigkeit ihres Sohnes Viktor Amadeus II. regierte.
Während des Pfälzischen Erbfolgekrieges (Guerra della Grande Alleanza), an dem auch Viktor Amadeus II. teilnahm, zerstörten die für Ludwig XIV. kämpfenden Truppen unter Marschall Nicolas de Catinat Anfang Oktober 1693 auf ihrem Weg zur Schlacht bei Marsaglia weite Teile des Schlosses.

### 1699 bis 1798: Königsschloss

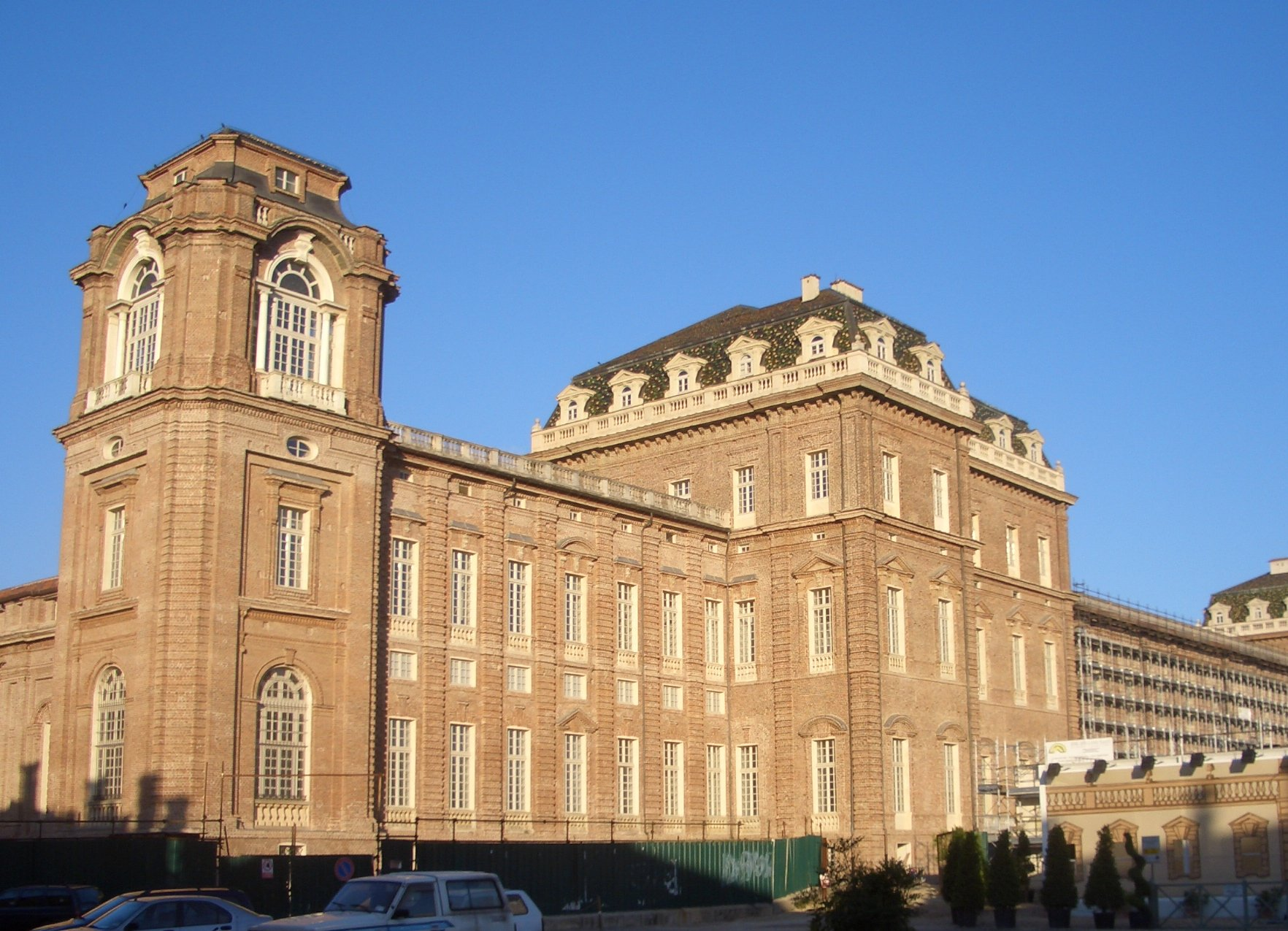
Torre del Belvedere

Ab 1699 ließ Viktor Amadeus II. die Anlage entsprechend seinen Vorstellungen von einem großartigeren Schloss durch den Architekten Michelangelo Garove umbauen. Die Gärten wurden nach dem Vorbild des Schlosses Versailles im französischen Stil neu angelegt.
Während der Belagerung von Turin im Jahr 1706 wurde das Schloss jedoch durch die einquartierten französischen Truppen erneut geschädigt. Nachdem Viktor Amadeus II. durch den Frieden von Utrecht 1713 Sizilien und damit auch die lang erstrebte Königswürde erhielt (das er bald gegen das Königreich Sardinien eintauschte), beauftragte er nach dem Tod von Garove den Architekten Filippo Juvarra mit dem Ausbau der Anlage zu einer königlichen Residenz. Mit der Großen Galerie (Galleria Grande), der Capella di Sant'Uberto, der Orangerie (Citroneria) und dem Marstall (Scuderia) wurde Venaria Reale zu einem Meisterwerk barocker Schlossanlagen.
Nach dem Tod von Juvarra 1736 wurde 1739 Benedetto Alfieri von Karl Emanuel III. zum ersten Zivilarchitekten des Königs ernannt und beauftragt, die Anlage mit Verbindungsbauten zu ergänzen, darunter die Scuderie Alferiane. Unter Viktor Amadeus III. und Karl Emanuel IV. diente das Schloss weiterhin dem königlichen Hof, bis Karl Emanuel IV. sich 1798 vor der französischen Revolutionsarmee nach Sardinien zurückziehen musste und damit das Antico Regime endete.

### 1798 bis 1999: Niedergang
Seit dem Beginn des 19. Jahrhunderts bis zum Zweiten Weltkrieg wurde das Schloss vom Militär als Kaserne, Reitschule und Pferdezuchtanstalt, die Gärten als Exerzierplätze benutzt. Außerdem war zeitweise die Veterinärschule dort untergebracht. Danach blieb es seinem Schicksal überlassen, alles Verwertbare verschwand.

### 1999 bis 2007: Restaurierung
in den Jahren 1999 bis 2007 wurden das Schloss und seine Gärten einschließlich des historischen Borgo und des Parco della Mandria in einem der größten Restaurierungsprojekte Europas mit Geldern aus verschiedensten öffentlichen Institutionen Italiens wie auch mit Unterstützung der Europäischen Union restauriert. Aus dem Projekt ist das Centro Conservazione e Restauro La Venaria Reale hervorgegangen, das in den Scuderie Alferiane tätig ist.

### Seit 2007: Wiedereröffnung
Seit dem 12. Oktober 2007 können das Schloss und seine Gärten von der Öffentlichkeit besucht werden. Neben einer dauernden Ausstellung zur Geschichte Savoyens finden zahlreiche Ausstellungen, Konzerte und andere, auch private Veranstaltungen statt.

## Das Schloss

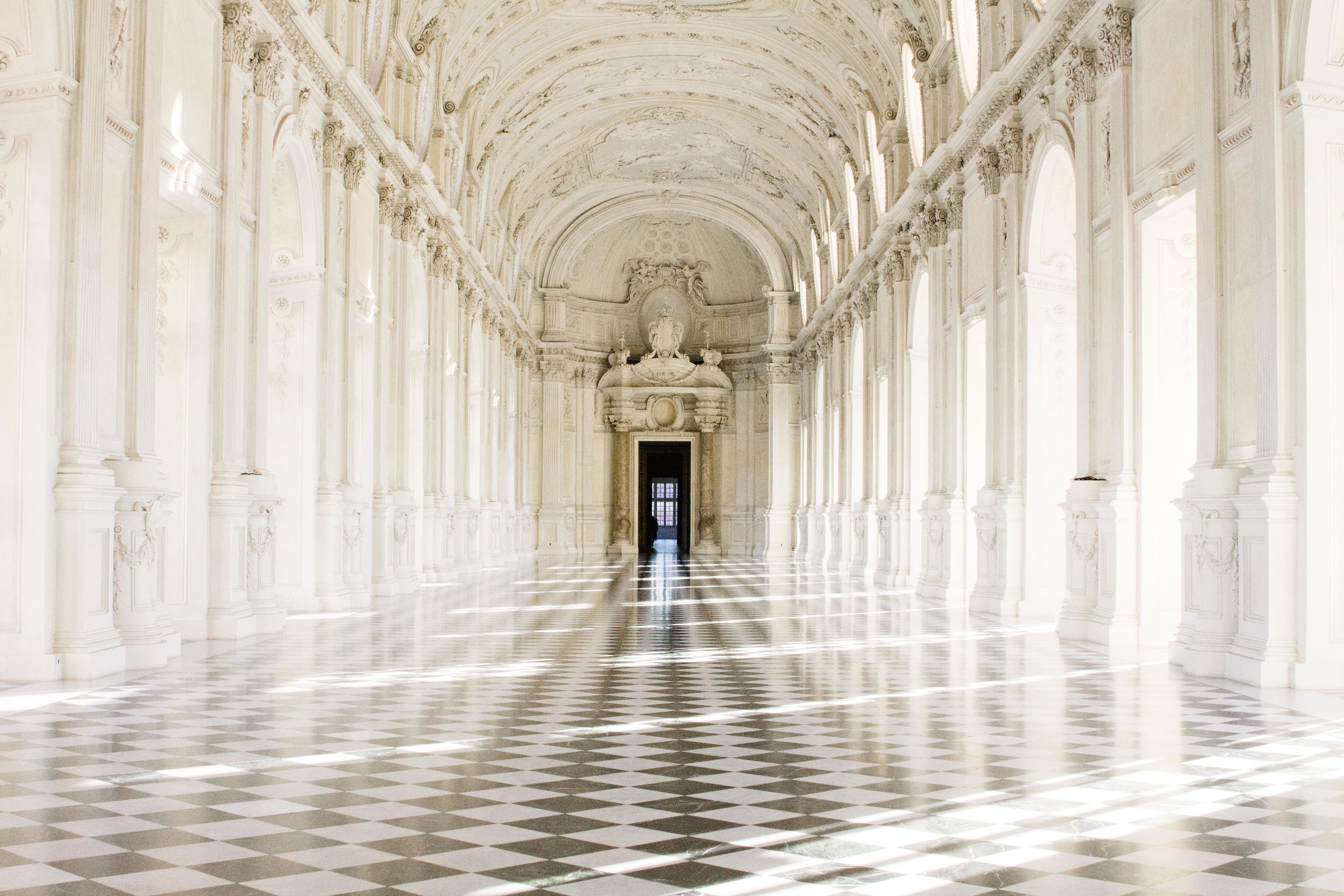
Galleria Grande

Der Uhrturm bildet die Zufahrt zum Ehrenhof und damit zu der Schlossanlage. Vom Hirschbrunnen im Zentrum des Hofes wurden nur noch Grundmauern gefunden, er wurde ersetzt durch ein rundes Wasserspiel.
Das Schloss der Diana wurde im 18. Jahrhundert erweitert. Sein zentraler Raum ist der Saal der Diana (Sala di Diana), der sich in beide Richtungen der dem Komplex zugrundeliegenden zentralen Achse öffnet. Er ist mit vielfältigen Stuckarbeiten und allegorischen Darstellungen verziert, seine Decke ist mit Fresken des flämischen Malers Jan Miel (Giovanni Miele) ausgemalt, an den Wänden finden sich Gemälde der Herzöge und anderer Adliger zu Pferde sowie verschiedene Jagdszenen. Die umliegenden Räume waren im 18. Jahrhundert die Privatgemächer des Herzogs; heute dienen sie als Gemäldegalerie. Einige Räume sind im Stil der Zeit wiederhergestellt worden.
Die Große Galerie (Galleria Grande), die von Michelangelo Garove begonnen und von Filippo Juvarra vollendet wurde, nimmt den Südflügel ein. Der lichtdurchflutete, mit Stuckornamenten verzierte Raum ist 80 m lang, 12 m breit und 15 hoch. Über den vom Boden bis fast zu den oberen Simsen reichenden Fenstern befinden sich in der beginnenden Deckenwölbung weitere kleine runde Fenster. Diese erhalten ihr Licht, für den Betrachter kaum erkennbar, aus hinter ihnen liegenden rechteckigen Hohlräumen, die wiederum durch größere Fenster in den Außenwänden belichtet werden. Dadurch entsteht ein besonderer, einer indirekten Beleuchtung ähnelnder Effekt.
Von der großen Galerie führen weitere, mit Gemälden ausgestattete Räume zum Torre del Belvedere mit einer Gruppe von Marmorstatuen. An ihn schließt sich die entlang des Gran Parterre nach Süden führende Galerie an, von der nach wenigen Metern ein Gang zur Capella di Sant'Uberto abzweigt.

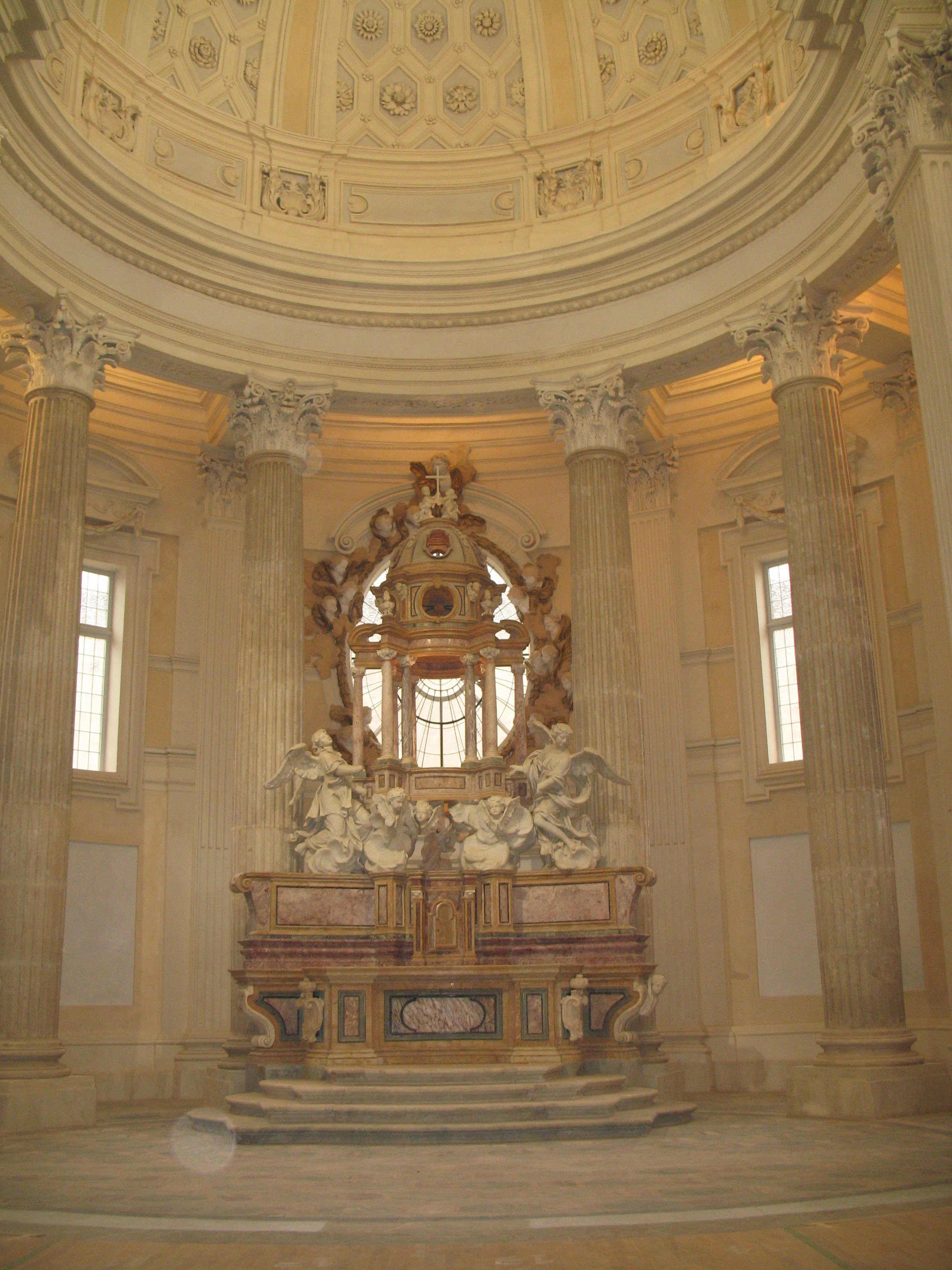
Capella di Sant’Uberto

Die Sankt Hubertus, dem Schutzheiligen der Jäger gewidmete Schlosskapelle wurde auf Wunsch von Vittorio Amedeo II zwischen 1716 und 1729 ebenfalls von Juvarra auf dem Grundriss eines griechischen Kreuzes errichtet. Die Bezeichnung als Kapelle ist etwas irreführend, sie hat die Ausmaße einer Kirche. Der Hauptaltar und die vier Statuen der Großen Kirchenväter stammen von Giovanni Baratta. Die Kirche trägt anstelle einer Kuppel nur ein vergleichsweise flaches Runddach. Im Inneren ist das Dach mit einem Trompe-l’œil ausgemalt, das den Eindruck einer Kuppel samt Laterne vermittelt.
Das große, als Scuderie Juvarriane bezeichnete Gebäude, das die Schlossanlage im Süden abschließt, wurde von Juvarra  zwischen 1722 und 1727 als Orangerie (Citroneria) und als großer Marstall (Scuderia Grande) erbaut. Die Orangerie ist eine imposante, 140 m lange und 15 m breite Halle mit einem Tonnendach, deren Fenster nach Süden ausgerichtet sind. Die Achse des Gebäudes wird außen im Gran Parterre durch die Königliche Allee (Allea Reale) fortgesetzt, die zwischen den Rosengärten hindurch bis zum Ende des Schlossparks führt.
Die beiden großen Innenhöfe, der Cortile delle Carozze und der Cortile dell’Abbeveratoio, werden von weiteren zum Schloss gehörenden, dem Publikum nicht zugänglichen Gebäuden umfasst, die ebenso wie die Verbindung zur Kapelle und die anschließende südliche Galerie erst von Benedetto Alfieri errichtet wurden.

## Die Gärten
Von den Gärten war vor der Restaurierung außer der Geländestruktur nichts mehr zu sehen. Sie wurden in Anlehnung an alte Pläne, vermischt mit modernen Elementen, weitgehend wiederhergestellt; weiter vom Schloss entfernte Flächen werden noch angelegt. Der Teil zu beiden Seiten des die zentrale Achse bildenden, nach Nordwesten führenden Canale d’Ercole war der älteste Teil, der über den rund einen Kilometer vom Schloss entfernten ehemaligen Dianatempel hinaus seine natürliche Grenze am Ufer des Torrente Ceronda findet.
Zwischen dem Schloss und dem dort nördlich von ihm verlaufenden Ceronda liegt auf einem niedrigeren Geländeniveau der Parco Basso mit den Resten der von Castellamonte angelegten Grotten. Daneben liegt der Giardino delle Sculture Fluide genannte Garten mit modernen Skulpturen von Giuseppe Penone sowie die Peschiera, ein rechteckiger Teich mit geringer Tiefe, aber einer Oberfläche von rund 240 m × 50 m, der von Castellamonte zur Erbauung des Adels angelegt, aber später wieder zu Gartenflächen umgestaltet wurde. Mit dem Bau der Galleria Grande wurde vor deren Fenstern ein zusätzliches, nach Süden ausgerichtetes und höher gelegenes Gartenparterre angelegt, das zusammen mit den angrenzenden weiteren Gärten den Parco Alto bildet.